# 方徵
方徵（1349年—1380年），字可久，江浙興化路莆田縣人，明朝政治人物。
其早年因鄉舉授刑科給事中，明太祖朱元璋知其有老母，賜白金，使其歸省。後改任監察御史，出為懷慶府知府。其敢於直言，當時星變，太祖求言，方徵上疏應當糾正當時羅織人罪、多徵贓罰的風氣，朝廷應當賞罰分明。太祖問其羅織人罪、多徵贓罰的人是誰，方徵指出為河南僉事彭京。因此貶為沁陽驛丞。洪武十三年（1380年），因牽涉胡惟庸案被逮至京，不久去世。